# Memorist
Memorist (en hangul, 메모리스트; RR: Memoriseuteu), es una serie de televisión surcoreana transmitida desde el 11 de marzo del 2020 hasta el 30 de abril del 2020, a través de tvN.
La serie está basada en el webtoon "Memorist" de Jae Hoo.

## Sinopsis
La serie cuenta la historia de Dong Baek, quien mientras era un estudiante de secundaria obtiene poderes sobrenaturales, los cuales le permiten leer la memoria y recuerdos de las personas cuando los toca. Cuando revela su capacidad a las personas, pronto se convierte en un detective, y se vuelve en una persona dispuesta a atrapar a tantos criminales como sea posible.
Sin embargo cuando junto a su equipo se encuentran con un misterioso caso de asesinatos en series, se une al equipo de la perfiladora Han Sun-mi para atrapar al brutal y peligroso criminal.
Ambos tendrán que superar sus diferentes estilos de trabajo, así como a las personas que no aceptan a Dong Baek y sus habilidades.

## Reparto

### Personajes principales
| Actor                       | Personaje      | N.º de episodios | Notas |
| --------------------------- | -------------- | ---------------- | --- |
| Yoo Seung-ho Lee Kyung-hoon | Det. Dong Baek | 16               | Es un detective con poderes sobrenaturales con la capacidad de leer los recuerdos de las personas cuando las toca. Debido a su pasión por la justicia y su impulso incontenible por actuar, sin importarle cuán imprudente pueden ser sus acciones, el departamento de la policía lo mantiene bajo control, con un equipo especial de detectives que lo vigilan de cerca las 24 horas del día. Debido a sus poderes, muchos de los agentes de la policía están aterrorizados de que descubra sus secretos. |
| Lee Se-young                | Han Sun-mi     | 16               | Es una perfiladora criminal de élite y la persona más joven en ser superintendente de la fuerza policial. Es una mujer adicta al trabajo y cuanto más difícil es el caso, más apasionada se vuelve. Aunque parece fría y distante, su determinación por atrapar a los criminales es fuerte. Sun-mi también se siente impulsada por el deseo de descubrir la verdad detrás de un incidente ocurrido en su pasado, el cual cambió su vida.                                                                   |
| Jo Sung-ha                  | Lee Shin-woong | -                | Es el subdirector de la policía, un hombre ambicioso que busca poder y autoridad, y si hay un obstáculo que siempre ha estado en su camino es Dong Baek, ya que considera que entre más casos resuelva, la policía pierde prestigio. |

### Personajes secundarios
| Actor         | Personaje       | N.º de episodios | Notas |
| ------------- | --------------- | ---------------- | --- |
| Ko Chang-seok | Goo Kyung-tan   | -                | Es un detective y el capitán del equipo de Dong Baek. A pesar de que en ocasiones no está de acuerdo con las formas impulsivas de actuar de Dong Baek, es ferozmente leal a su equipo. |
| Yoon Ji-on    | Oh Se-hoon      | -                | Es un detective y el miembro más joven del equipo de Dong Baek. Es uno de los pocos que se ofrecen a ayudarlo, así como su amigo y compañero. Es un joven amigable, comprensivo y leal, que lo defiende y respalda cuando más lo necesita. |
| Jung Ha-joon  | Hwang Bong-gook | -                | Es un estudiante universitario de la policía, así como un miembro y hacker del equipo de Investigación Especial de Han Sun-mi. |
| Im Ji-hyun    | Lee Seul-bi     | -                | Es la directora de comunicaciones y una miembro del equipo de Investigación Especial de Han Sun-mi. |
| Kim Yoon-hee  | Jung Mi-ja      | -                | Es la talentosa gerente y miembro del equipo de Investigación Especial de Han Sun-mi, quien siempre puede encontrar la información que Sun-mi necesita en el momento adecuado. |
| Jun Hyo-sung  | Kang Ji-eun     | -                | Es una reportera de televisión, que se une a una estación de televisión como reportera local debido a su ambición por convertirse en alguien que pueda ser una buena influencia en la sociedad. Es una gran fan de Dong Baek, por lo que cuando se le asigna la tarea de cubrir su trabajo, se emociona, sin embargo cuando sus jefes le ordenan que use cualquier medio necesario para grabar sus debilidades, se ve obligada a pensar sobre su trabajo y su vida. |
| Son Kwang-eop | Byun Young-soo  | -                | Es un oficial y miembro del escuadrón especial del crimen. |
| Kim Seo-kyung | Im Chil-gyu     | -                | Es un sargento y miembro del escuadrón especial del crimen. |
| Moon Jung-gi  | Kwon Woon-jang  | -                | Es un oficial y miembro del escuadrón especial del crimen. Es el compañero de Kwon Woon-jang. |
| Oh Chi-woon   | Min Sung-han    | -                | Es un oficial y miembro del escuadrón especial del crimen. |
| Park Eung-su  | Jang Ki-dae     | -                | Es un oficial y miembro del escuadrón especial del crimen. |
| Noh Seung-jin | Yoo Soon-nam    | -                | Es un bombero en Shimbae. |

### Otros personajes
| Actor                              | Personaje     | Episodio(s) donde apareció | Notas                                                                                      |
| ---------------------------------- | ------------- | -------------------------- | ------------------------------------------------------------------------------------------ |
| Yoo Gun-woo                        | Woo Suk-do    | 2-3, 11                    | Es un fiscal "as", que en ocasiones pone a Dong Baek y Han Sun-mi en una posición difícil. |
| Cha Soon-bae                       | Im Joong-yeon | 2, 4                       | Es un fiscal general de distrito del norte de Seúl.                                        |
| Kim Sun-kyung                      | -             | -                          | Es la madre de Bo Yeon.                                                                    |
| Jo Suk-hyun                        | -             | -                          |                                                                                            |
| Kim Young-gu                       | -             | -                          |                                                                                            |
| Jung Chan-bi Lee Go-eun Kim Han-na | Kim So-mi     | 6 5 6                      |                                                                                            |
| Kim Nak-gyoon                      | -             | -                          | Es un detective.                                                                           |
| Yoo Soon-woong (유순웅)            | -             | 1                          | Es el líder de una banda de gánsteres.                                                     |
| Lee Kyu-seob (이규섭)              | -             | 1                          | Es uno de los subordinados de Chae Poong-hyun.                                             |
| Gu Ja-geon                         | -             | -                          | Es un oficial de la policía.                                                               |

### Apariciones especiales
| Actor                       | Personaje     | Episodio(s) donde apareció | Notas                                                                       |
| --------------------------- | ------------- | -------------------------- | --------------------------------------------------------------------------- |
| Jo Hye-joo                  | Sung Ju-ran   | 16                         | Es la hermana del detective Dong Baek.                                      |
| Jung Shin-hye               | Yoo Ah-young  | 15-16                      | Es la hija del bombero Yoo Soon-nam.                                        |
| Lee Young-jin               | Seo Hee-soo   | 12-16                      |                                                                             |
| Kang Min-ah                 | Sul Cho-won   | 11-15                      | Es el interés romántico de Dong Baek, quien desaparece cuando eran jóvenes. |
| Jo Han-chul Choi Seung-yoon | Min Jae-gyu   | 6-11 8-10                  | Es un hombre que es arrestado como sospechoso de los asesinatos en serie.   |
| Yoo Ha-bok                  | Jo Sung-dong  | 6                          | Es un reportero.                                                            |
| Hong Seung-hee              | Lee Bo-yun    | 2-3                        |                                                                             |
| Kim Mi-kyung                | Mrs. Gong     | 1-2                        | Es la madre de Yoon Ye-rim.                                                 |
| Kim Ji-in                   | Yoon Ye-rim   | 1-2                        | Es la hija de Mrs. Gong.                                                    |
| Choi Seo-ryung              | Kim Seo-kyung | 1-2                        |                                                                             |
| Jang Eui-soo                | Park Sung-bum | 1                          | Es el exnovio y acosador de Kim Seo-kyung.                                  |
| Kim Ki-doo                  | Kim Min-gon   | 1                          | Es un detective.                                                            |
| Park Jin-woo                | -             | 1                          | Es un detective                                                             |
| Ha Do-kwon                  | -             | 1                          | Es un miembro de la pandilla Gongryeong.                                    |

## Episodios
La serie está conformada por 16 episodios, los cuales fueron emitidos todos los miércoles y jueves a las 22:50 (KST).

### Ratings
Los números en color rojo indican las calificaciones más bajas, mientras que los números en azul indican las calificaciones más altas.
| Episodio | Título                                      | Fecha de emisión    | Participación promedio de audiencia | Participación promedio de audiencia | Participación promedio de audiencia |
| Episodio | Título                                      | Fecha de emisión    | AGB Nielsen                         | AGB Nielsen                         |                                     |
| Episodio | Título                                      | Fecha de emisión    | A escala nacional                   | Seúl                                |                                     |
| -------- | ------------------------------------------- | ------------------- | ----------------------------------- | ----------------------------------- | ----------------------------------- |
| 1        | Claw Hammer (장도리)                        | 11 de marzo de 2020 | 3.272%                              | 3.811%                              |                                     |
| 2        | The Red Pig (붉은 돼지)                     | 12 de marzo de 2020 | 2.762%                              | 3.098%                              |                                     |
| 3        | Baptized in Blood (피의 세례)               | 18 de marzo de 2020 | 3.434%                              | 4.052%                              |                                     |
| 4        | Double-Edged Sword (양날의 검)              | 19 de marzo de 2020 | 3.175%                              | 3.624%                              |                                     |
| 5        | Prayer for Protection (수호기도)            | 25 de marzo de 2020 | 3.198%                              | 3.491%                              |                                     |
| 6        | The Second Man (세컨드 맨)                  | 26 de marzo de 2020 | 3.287%                              | 3.489%                              |                                     |
| 7        | Memory Eraser (기억 지우개)                 | 1 de abril de 2020  | 2.851%                              | 2.847%                              |                                     |
| 8        | The Red Herring (붉은 청어)                 | 2 de abril de 2020  | 2.693%                              | 2.772%                              |                                     |
| 9        | The Pupil Under One's Foot (발 믣의 눈동자) | 8 de abril de 2020  | 2.259%                              | 2.267%                              |                                     |
| 10       | Trauma Trigger (트라우마 방아쇠)            | 9 de abril de 2020  | 2.894%                              | 3.408%                              |                                     |
| 11       | A Deep Wound (깊은 흉터)                    | 15 de abril de 2020 | 2.384%                              | 2.393%                              |                                     |
| 12       | The Child of Darkness (어둠의 아이)         | 16 de abril de 2020 | 2.809%                              | 3.291%                              |                                     |
| 13       | The Name of the Prophecy (예언의 이름)      | 22 de abril de 2020 | 2.199%                              | 2.273%                              |                                     |
| 14       | Two Layers of Evil (두 겹의 악)             | 23 de abril de 2020 | 2.701%                              | 2.403%                              |                                     |
| 15       | Flesh and Blood (피 붙이)                   | 29 de abril de 2020 | 2.160%                              | 2.195%                              |                                     |
| 16       | The Power of Memories (기억의 힘)           | 30 de abril de 2020 | 3.293%                              | 3.408%                              |                                     |
| Promedio | Promedio                                    | Promedio            | 2.836%                              | 3.051%                              |                                     |

## Música
La banda sonora de la serie está conformada por las siguientes canciones:

### Parte 1
| N.º | Intérprete     | Canción               | Letra  | Canción | Duración |
| --- | -------------- | --------------------- | ------ | ------- | -------- |
| 1   | Lee Seung-yeol | "Til the End"         | Nodded | Nodded  | 3:22     |
| 2   | -              | "Til the End" (Inst.) | -      | -       | 3:22     |

### Parte 2
| N.º | Intérprete | Canción            | Letra        | Canción      | Duración |
| --- | ---------- | ------------------ | ------------ | ------------ | -------- |
| 1   | headliner  | "Memorist"         | Kim Sang-woo | Kim Sang-woo | 3:19     |
| 2   | -          | "Memorist" (Inst.) | -            | -            | 3:19     |

## Producción
La serie está basada en el Webtoon "Memorist" de Jae Hoo (재후), fue desarrollada por "Studio Dragon" para la televisión.
Fue dirigida por Kim Whee (김휘), Oh Seung-yeol y So Jae-hyun (소재현), quienes contaron con los guionistas Ahn Do-ha (안도하) y Hwang Ha-na (황하나).
La primera lectura de guion fue realizada el 2 de diciembre del 2019.
La serie también contó con el apoyo de la compañía de producción "Studio 605".